# Nancy Cunard
Nancy Cunard (Neville Holt, Leicestershire, 10 de marzo de 1896-París, 17 de marzo de 1965) fue una escritora, poeta modernista, polista, editora y periodista británica. Destacó por su activismo social y su mecenazgo en literatura.

## Trayectoria
Fue la hija única de un noble inglés (Sir Bache Cunard, hijo del fundador de la naviera Cunard) y una heredera norteamericana (Maud Alice Burke). Cuando era una adolescente sus padres se divorciaron y Nancy se trasladó a vivir con su madre a Londres. Durante su vida en esta ciudad participó en las múltiples recepciones que organizaba su madre y a las que acudían artistas, músicos, escritores, así como gente de la alta sociedad.
En 1917 se casó con el capitán, Sydney Fairbain, de quien se divorció a los 20 meses. Tras su ruptura matrimonial, Nancy estableció su residencia en París, donde alternó en fiestas de la alta sociedad, creando tendencia con sus modelos de inspiración africana, y creándose fama de bebedora y promiscua.
A finales del 1927 estableció su residencia en La Chapelle-Réanville (Normandía) y fundó la editorial Hours Press, que utilizaba para financiar la publicación de los libros de autores noveles, beneficiándose de esta labor escritores como: Robert Graves, Samuel Beckett, George Moore, Ezra Pound y Laura Riding entre otros.
En 1928 conoció en Venecia al músico  de jazz  Henry Crowder, afroamericano que se convirtió en su amante y que le inició en su preocupación y lucha constante por los problemas de racismo en Estados Unidos. Es así como Nancy se convirtió en activista y luchadora por los derechos civiles. Así editó Black Man and White Ladyship (1931) y la antología Negro (1934).
Se opuso a la invasión de Etiopía por parte de Mussolini y, durante la guerra civil española, fue corresponsal del Manchester Guardian, colaborando con Pablo Neruda en su obra Los Poetas del Mundo Defienden al Pueblo Español. También colaboró con los aliados en Londres, durante la II Guerra Mundial, participando en las emisiones de la radio de "Francia Libre" y haciendo labores de traducción. Cuando finalizó el conflicto de España ayudó a los refugiados españoles que se oponían a Franco y no podían regresar a España, y escribió Relevé in Maquis (1944).
Se estableció a principios de años 50 en La Mothe (Dordoña) donde escribió Gran Hombre: Memorias de Norman Douglas (1954).
Sus problemas con el alcohol produjeron un deterioro de su salud y de su fortuna, siendo internada en el Sanatorio Holloway (Surrey, Inglaterra) en 1960.
Nancy Cunard murió el 17 de marzo de 1965 en un hospital público de París, donde fue ingresada dos días después de ser encontrada inconsciente en las calles de la capital francesa. Fue incinerada y sus cenizas depositadas en la Cripta Columbario de Père Lachaise.